# Feria Nacional de Durango

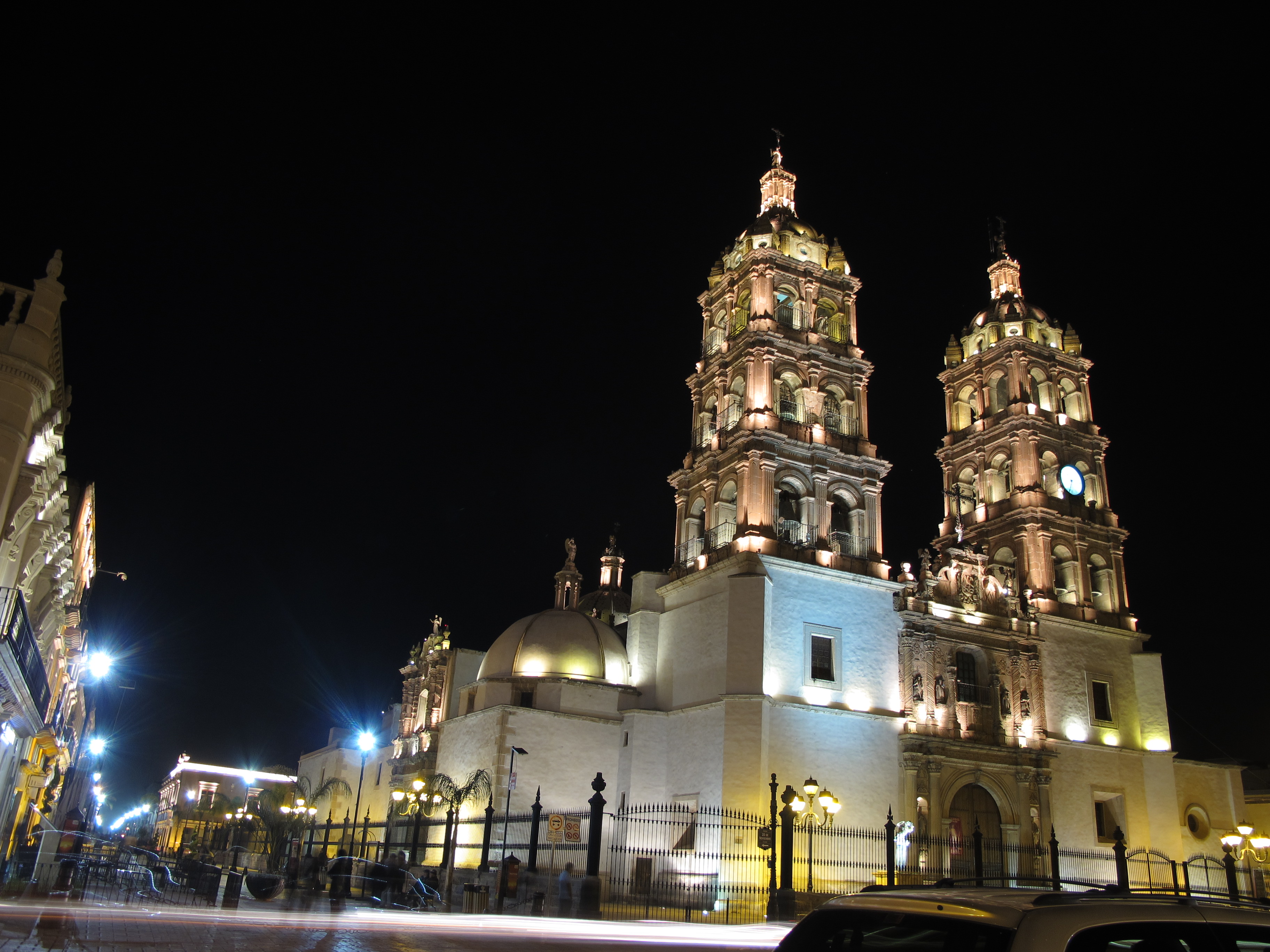
La ciudad de Durango, sede de la Feria.

La Feria Nacional de Durango es un evento multidisciplinario que combina y ofrece actividades de entretenimiento, cultura, tradiciones, deportivas y culinarias. Se celebra en honor al aniversario de la fundación de la ciudad de Victoria de Durango en el estado de Durango entre los meses de junio y julio de cada año; siendo el día 8 de julio el día principal. 
Debido a ser una de las más extensas he importantes en la categoría de Feria-exposición, es la segunda feria más importante del país (después de la Feria Nacional de San Marcos) y la más importante del norte de México.

## Historia
El capitán Francisco de Ibarra fundó en 1563 la ciudad Victoria de Durango. El 8 de enero de 1922, la XL Legislatura del Estado por medio del decreto n.º 135, aprobó la realización de diferentes actividades para festejar la fundación de la Ciudad. Fue a partir de 1945 que a través de un decreto se crearon las fiestas del 8 de julio, día de la fundación de la ciudad de Durango. En 1950 la celebración tomó el nombre de feria realizándose ésta en la Plaza de Armas. Diversos han sido los recintos como Plazuela Baca Ortiz, Parque Guadiana, Plaza IV Centenario y lo que era la ciudad deportiva, ubicada en la salida a Mazatlán, sitio que se convirtió por varios años en el lugar del festejo. A partir de 2006, durante las fiestas del 443 Aniversario, los duranguenses recibieron unas instalaciones cómodas, seguras y modernas. En un espacio de 54 hectáreas se pueden disfrutar de sitios como la Velaria, en donde se presentan artistas para todos los gustos, con una capacidad de 10 500 personas sentadas. También se cuenta con el Palenque, en donde se ofrecen espectáculos de talla nacional e internacional, con capacidad para 5 000, así como un Centro de Exposiciones que puede albergar a 4 500. [cita requerida]

## Actividades
Existen distintos foros que son activados al mismo tiempo para ofrecer variedad de opciones a los feriantes locales así como a los turistas que llegan a Durango. Con más de 54 hectáreas de espacio, la Feria Nacional de Durango cuenta con zonas especialmente adaptadas para cada una de las actividades que se realizan. Uno de los principales atractivos es el Parque de la Velaria un espacio verde que cuenta con un lago artificial, diversas propuestas gastronómicas, áreas de juegos mecánicos, áreas comerciales y un Palenque con capacidad para 4 800 personas.

### Descripción de eventos
Esta feria abarca desde la última semana de junio hasta la segunda semana de julio (tres o cuatro semanas, es variable cada año), y es famosa internacionalmente por sus:
- Modernas instalaciones (espacios abiertos, casi en el centro de la ciudad), que incluyen un Centro de Convenciones, zona de antros, teatros cerrados y al aire libre, Megavelaria, entre otras conectadas por amplios y elegantes andadores.
- Juegos mecánicos.
- Eventos deportivos (donde se incluyen partidos profesionales de fútbol del Club Santos Laguna, lucha libre y más).
- Teatro del pueblo en la Megavelaria. Donde se presentan de manera gratuita los artistas del momento a nivel nacional.
- Voladores de Papantla.
- Exposiciones diversas de países invitados que son diferentes cada año, como Egipto, Brasil, Polonia, España, Italia, Indonesia y Guatemala.
- Vida nocturna (centros nocturnos, antros, bares, merenderos y cantinas).
- Restaurantes y hoteles.
- Fuegos artificiales y recorridos desde el centro de la ciudad.

## Países invitados
| - Indonesia - Francia - España - Brasil - Canadá | - Guatemala - Egipto - Italia - Polonia - Japón | - Kenia - República del Congo - India - Túnez |